# Marinus van Raalte
Marinus Julius van Raalte (Rotterdam, 31 december 1873 – Bergen-Belsen, 8 december 1944) was een Nederlands schilder, tekenaar en graficus.

## Levensloop
Van Raalte was een zoon van David van Raalte, groothandelaar in manufacturen, en Antje de Jongh. Hij studeerde van 1893 tot 1896 in Amsterdam aan de Rijksakademie van beeldende kunsten onder August Allebé en was een leerling van Maurits van der Valk. Hij tekende en schilderde onder meer interieurs, portretten en stads- en zeegezichten in een impressionistische stijl, daarbij beïnvloed door het werk van Breitner. Hij trouwde in 1914 met Lucie Marie Nicolette Wertheim (1883-1942).
De schilder sloot zich aan bij de Vereeniging van Beeldende Kunstenaars De Rotterdammers, Kunstenaarsvereniging Sint Lucas en Arti et Amicitiae, van de laatste vereniging was hij ook penningmeester (1920-1931). Hij exposeerde meerdere malen. In 1938 ontving Van Raalte de door koningin Wilhelmina ter beschikking gestelde gouden Arti-medaille voor zijn schilderij Schaatsenrijders te Arosa. In de winter van 1939-1940 nam Van Raalte met vier schilderijen deel aan de tentoonstelling 'Onze kunst van heden' in het Rijksmuseum Amsterdam. In de collectie van het Drents Museum zijn zowel een zelfportret als een door Coba Ritsema gemaakt portret van Van Raalte opgenomen. Tussen stukken uit de nalatenschap van Van Raalte werd het manuscript teruggevonden van de roman "Een jaar in het leven", die hij rond 1937-1938 geschreven moet hebben. Het is destijds niet in druk verschenen. Het Drents Museum zorgde er in 2014 voor dat het alsnog werd gepubliceerd.
Tweede Wereldoorlog
In de aanloop naar de oorlog organiseerde Van Raalte met Mommie Schwarz en Jobs Wertheim al in 1933 een verloting van schilderijen ten behoeve van de opvang van gevluchte joden. Van Raalte was lid van Arti et Amicitiae, dat zich in 1941 aansloot bij de Nederlandsche Kultuurkamer, op last van de bezetter werden vijftien Joodse leden in dat jaar geroyeerd. Naast Van Raalte waren dat Maria Boas-Zélander, Charlotte Boom-Pothuis, Moos Cohen, Max van Dam, Marianne Franken, Salomon Garf, Hendrika van Gelder, Felix Hess, Jaap Kaas, Baruch Lopes de Leao Laguna, Martin Monnickendam, Mommie Schwarz, David Schulman en Jo Spier. Alleen Kaas, Schulman en Spier overleefden de oorlog, Boom en Monnickendam overleden in Amsterdam, de anderen kwamen om in de concentratiekampen. 
Marinus van Raalte werd in april 1943 vanwege zijn joodse afkomst thuis opgepakt en afgevoerd naar Kamp Westerbork, waar hij nog steeds tekende en schilderde. Hij schreef brieven aan zijn zoon over de vernederende belevenissen in Westerbork en stuurde in juli 1944 nog bericht dat hij in het concentratiekamp Bergen-Belsen was aangekomen. Verzwakt door alle ontberingen overleed hij eind 1944, op 70-jarige leeftijd.
Postuum werd zijn werk onder meer getoond bij de herdenkingstentoonstellingen 'Kunst in het harnas' (1945) in het Stedelijk Museum Amsterdam en 'Rebel, mijn hart' (1995) in de Nieuwe Kerk in Amsterdam. Begin 1965 werd bij Arti een tentoonstelling aan hem gewijd. In 1998 verscheen een biografie over de kunstenaar.

## Enkele werken

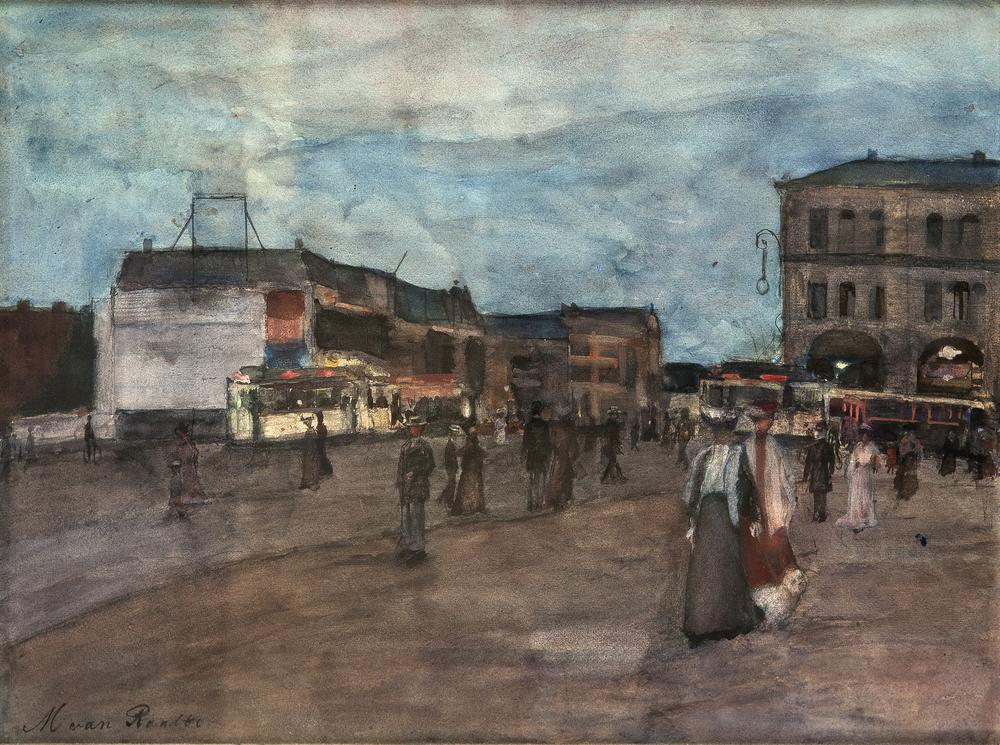
Het Gevers Deynootplein te Scheveningen (ca. 1900-1910)
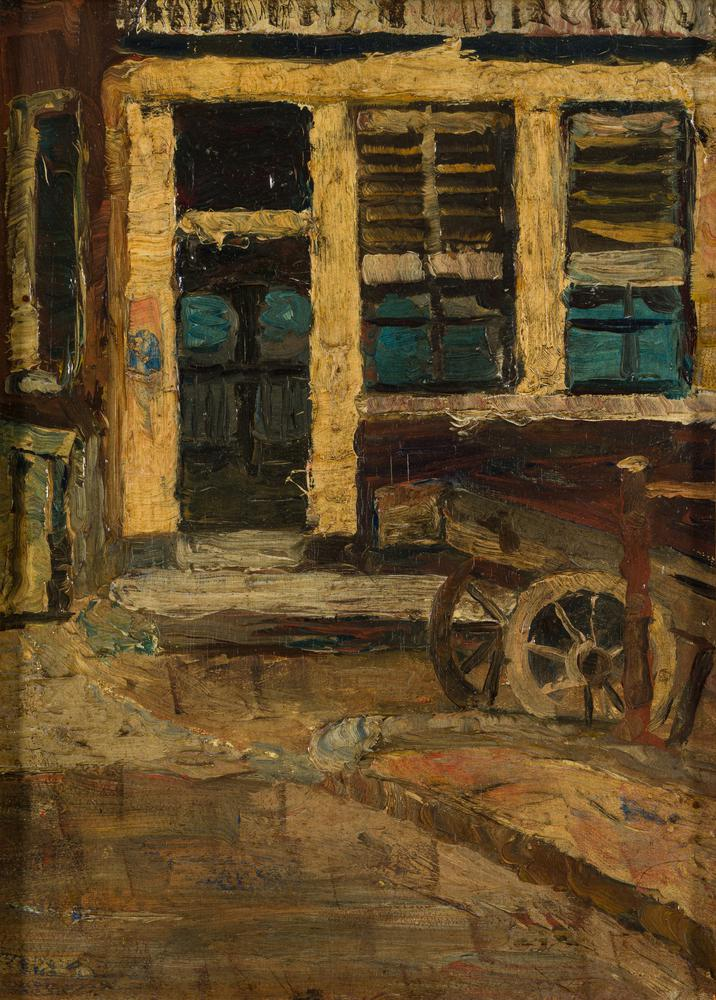
Kroegje in de Jordaan (1913)
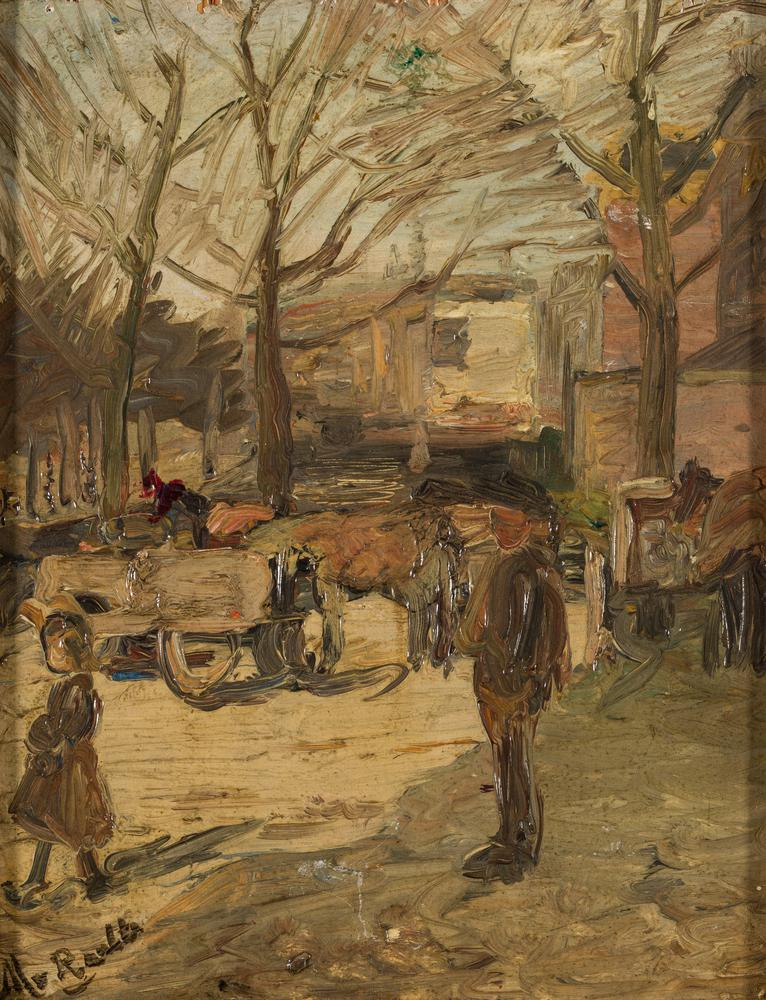
Stadhouderskade (1913)